# David Pittu
David Pittu (* 4. April 1967 in Fairfield, Connecticut) ist ein US-amerikanischer Theater-, Film- und Fernsehschauspieler rumänischer Abstammung.

## Karriere
Pittu wuchs in Connecticut auf. Er machte 1989 seinen Abschluss an der (zur New York University gehörenden) Tisch School of Arts.
Als Schauspieler konnte sich Pittu vor allem als langjähriger Theaterdarsteller einen Namen machen. So trat er seit den 1990er Jahren in einer Vielzahl von Theaterstücken und Musicals auf, von denen viele auch am Broadway in New York City gezeigt wurden oder Premiere hatten. Für seine Leistungen auf der Theaterbühne wurde Pittu mit mehreren Awards ausgezeichnet.
Als Filmschauspieler hatte Pittu unter anderem Auftritte in Die unsichtbare Falle (1997), King Kong (2005) und Men in Black 3 (2012). Als Fernsehdarsteller spielte er ab 2002 verstärkt in einer ganzen Reihe von Fernsehserien mit. Zu Pittus bekanntesten Auftritten zählen seine Rollen in Damages – Im Netz der Macht (als Jack Shaw), Law & Order: Special Victims Unit (als Linus Tate) und House of Cards (als Dr. Saxon). Diese hatte er in mehreren Folgen der genannten Serien verkörpert.
Pittu lebt derzeit in New York City.

## Filmografie (Auswahl)
- 1994–2003: Law & Order (Fernsehserie)
- 1995: Die Jerky Boys (The Jerky Boys)
- 1996: Am Anfang war es Liebe (Ed’s Next Move)
- 1997: Die unsichtbare Falle (The Spanish Prisoner)
- 1998: Somewhere in the City
- 1998: Das Fenster zum Hof (Rear Window, Fernsehfilm)
- 2002: Die Sopranos (The Sopranos, Fernsehserie, 1 Folge)
- 2002–2014: Law & Order: Special Victims Unit (Fernsehserie, 7 Folgen)
- 2003, 2010: Criminal Intent – Verbrechen im Visier (Fernsehserie, 2 Folgen)
- 2003: Sex and the City (Fernsehserie, 1 Folge)
- 2005: King Kong
- 2006: Shortbus
- 2007: The Black Donnellys (Fernsehserie, 1 Folge)
- 2008: Cashmere Mafia (Fernsehserie, 1 Folge)
- 2009: Fringe – Grenzfälle des FBI (Fringe, Fernsehserie, 1 Folge)
- 2009: Rescue Me (Fernsehserie, 3 Folgen)
- 2009: Lügen macht erfinderisch (The Invention of Lying)
- 2010, 2012: Good Wife (The Good Wife, Fernsehserie, 2 Folgen)
- 2011: Damages – Im Netz der Macht (Damages, Fernsehserie, 5 Folgen)
- 2011–2012: Pan Am (Fernsehserie, 3 Folgen)
- 2012: Men in Black 3
- 2012: Made in Jersey (Fernsehserie, 2 Folgen)
- 2012: Jacob Sterling (Kurzfilm)
- 2013: Person of Interest (Fernsehserie, 1 Folge)
- 2014: Blue Bloods – Crime Scene New York (Blue Bloods, Fernsehserie, 1 Folge)
- 2014: Jacob Sterling: Project Barbara (Kurzfilm)
- 2015: True Story – Spiel um Macht (	True Story)
- 2015: The Following (Fernsehserie, 1 Folge)
- 2015: Irrational Man
- 2015: Emily & Tim
- 2015: The Knick (Fernsehserie, 1 Folge)
- 2016: The Blacklist (Fernsehserie, 1 Folge)
- 2016: Mercy Street (Fernsehserie, 1 Folge)
- 2016: House of Cards (Fernsehserie, 3 Folgen)
- 2016: Café Society
- 2016: Power (Fernsehserie, 1 Folge)
- 2021: Halston (Miniserie, 5 Folgen)

## Videospiele
- 2003: Manhunt (Stimme)
- 2006: Neverwinter Nights 2 (Stimme)
- 2008: Grand Theft Auto IV (Stimme)
- 2010: Red Dead Redemption (Stimme)